# Amphoe Sattahip
Amphoe Sattahip is een district van de provincie Chonburi in het oosten van Thailand. De gelijknamige plaats Sattahip is de hoofdstad van dit district, dat ligt langs de route van Sukhumvit.
Dit district telt vele eilanden en prachtige stranden. Deze zijn echter allemaal onderdeel van de grote marinebasis die hier ligt en in principe enkel toegankelijk voor militair personeel. Hier wordt nog weleens een uitzondering voor gemaakt, tegen betaling. 
Ook de Koninklijke Thaise luchtmacht heeft hier een basis.

## Sport
- Royal Thai Navy FC of Rajnavy Football Club is een voetbalclub, opgericht in 1937.

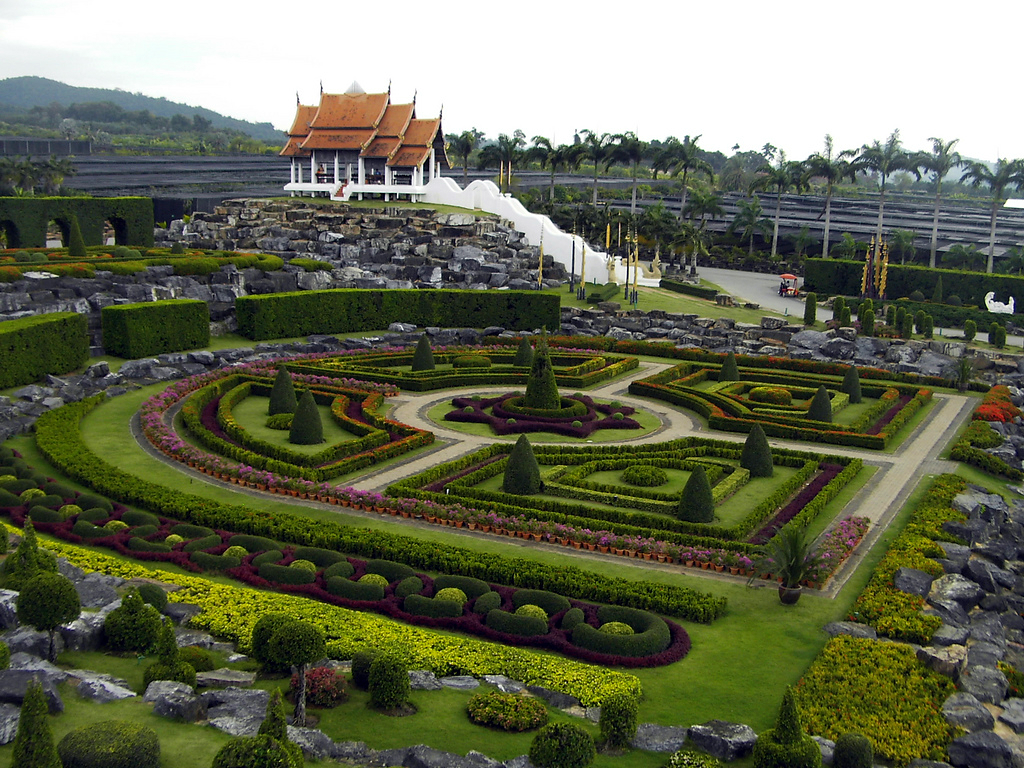
Nong Nooch Botanische tuinen
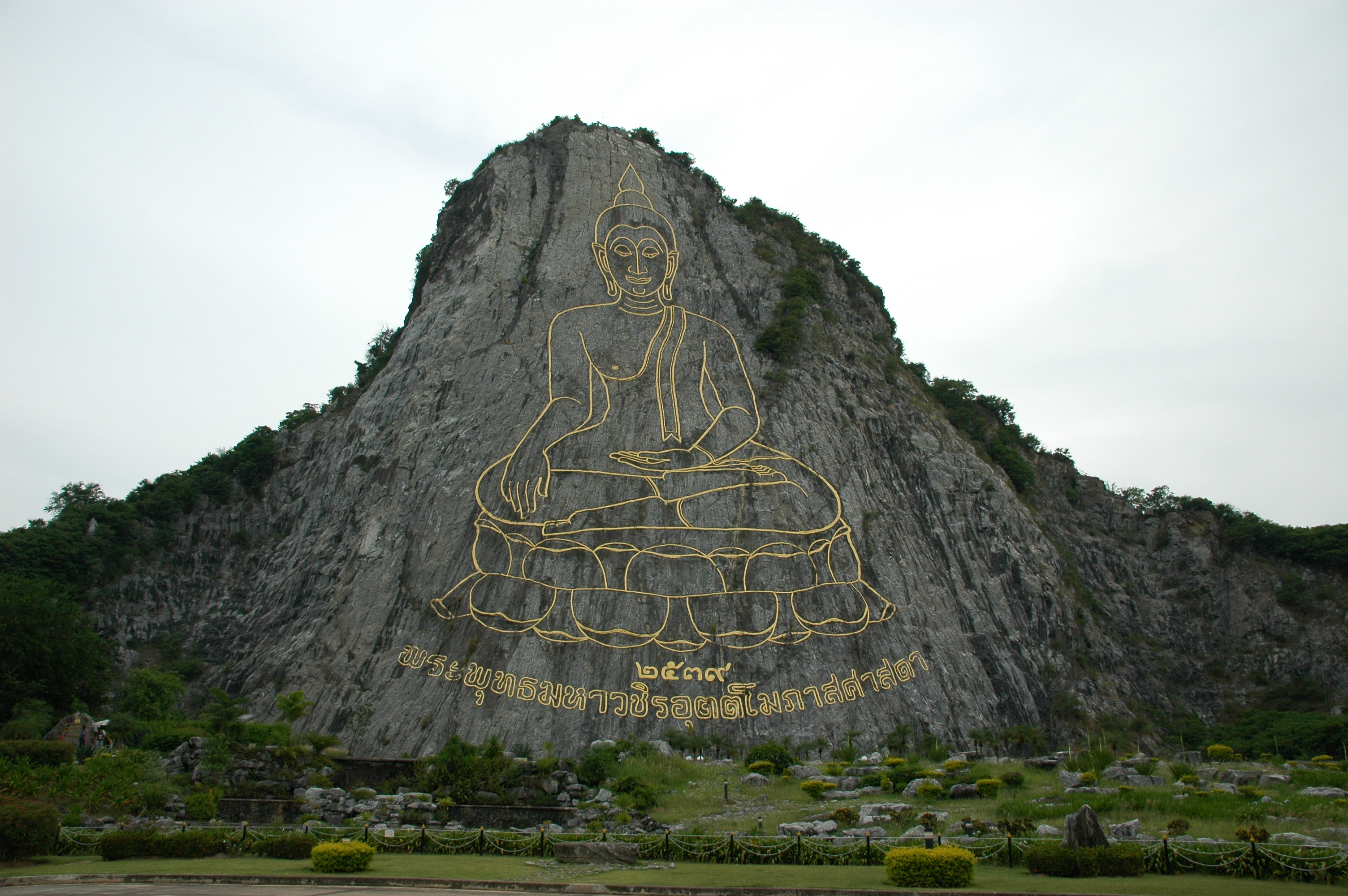
Khao Chinchan Boedda heuvel